# Ranotsara Nord
Ranotsara Avaratra est un bourg et une commune rurale (Kaominina) située dans la région d'Ihorombe (province de Fianarantsoa), dans le Sud de Madagascar.

## Administration
La commune appartient au district d'Iakora et compte 12 Fokontany.

## Démographie
La population est estimée à environ 14 000 habitants en 2001.

## Économie
95 % de sa population travaille dans le secteur agricole. Les principales productions sont le riz, les haricots ou encore l'élevage de zébus.

## Enseignement
La commune possède douze écoles élémentaires publiques et un collège d'enseignement secondaire.